# Elena Aitzkoa
Elena Aitzkoa (Apodaka, Zigoitia, 1984) és una artista multidisciplinària basca. És escultora i poeta, i estén la seva pràctica a la pintura, el dibuix, l'actuació artística i la direcció de pel·lícules, en un intent d'apropament a la realitat corporal.